# Calabarção
Calabarção (Calabarzon) é um região das Filipinas. De acordo com o censo de 1 de maio  de  2020 possui uma população de 16 195 042 pessoas e 3 297 110 domicílios.